# Демілітаризована зона (В'єтнам)
16°59′15″ пн. ш. 107°02′09″ сх. д. / 16.9875° пн. ш. 107.0359° сх. д.
Демілітаризована зона (В'єтнам) (англ. Demilitarized Zone, скорочено DMZ) — зона, що розділяла В'єтнам на дві держави в 1950-1970-х роках. Під час В'єтнамської війни була місцем активних бойових дій.

## Історія
Згідно з Женевським договором 1954 року, що завершив колоніальну війну Франції в Індокитаї, В'єтнам тимчасово було поділено на дві частини з різним державним устроєм. Об'єднання країни передбачалося провести після загальних вільних виборів в 1956 році.
Північний та Південний В'єтнам були розділені по 17-й паралелі демілітаризованою зоною (ДМЗ), в якій заборонялося розміщувати військові об'єкти або військові підрозділи. ДМЗ шириною кілька кілометрів пролягала між містами Куангчі та Віньлінь, по обох берегах річки Бенхай, що стала символом поділа В'єтнаму.

## В'єтнамська війна
В ході В'єтнамської війни обидві воюючі сторони активно порушували демілітаризоване статус зони. Північнов'єтнамська армія з 1966 року постійно використовувала ДМЗ для перекидання своїх військових підрозділів до Південного В'єтнаму. ДМЗ стала вихідним районом для наступів північнов'єтнамських сил в провінції Куангчі в ході широкомасштабних наступальних операцій 1972 та 1975 років. США постійно піддавали артилерійських обстрілів і авіаційним бомбардуванням військові об'єкти в ДМЗ. Південніше демілітаризованої зони було розгорнуто низку опорних баз американської морської піхоти, призначених для стримування прямуючих через ДМЗ ворожих підрозділів; за планом міністра оборони США Макнамари, тут передбачалося створити укріплену лінію з широким використанням електронних засобів виявлення супротивника. У 1966 — 1969 роках в районі ДМЗ відбувалися одні з запекліших боїв війни цього періоду. У травні 1967 року наземні сили США вперше вдерлися в ДМЗ, зруйнувавши там численні позиції північнов'єтнамської армії. Надалі такі рейди проводилися ще кілька разів. Інтенсивність бойових дій різко знизилася в 1970 — 1971 роках через початок виведення американських військ з В'єтнаму і тимчасовим припиненням активних дій північнов'єтнамською армією.
Демілітаризована зона між Північним і Південним В'єтнамом припинила існування після військової перемоги Півночі в 1975 році і возз'єднання країни в 1976 році. На початок ХХІ століття район колишньої ДМЗ відвідують численні туристичні екскурсії.